# Umqombothi

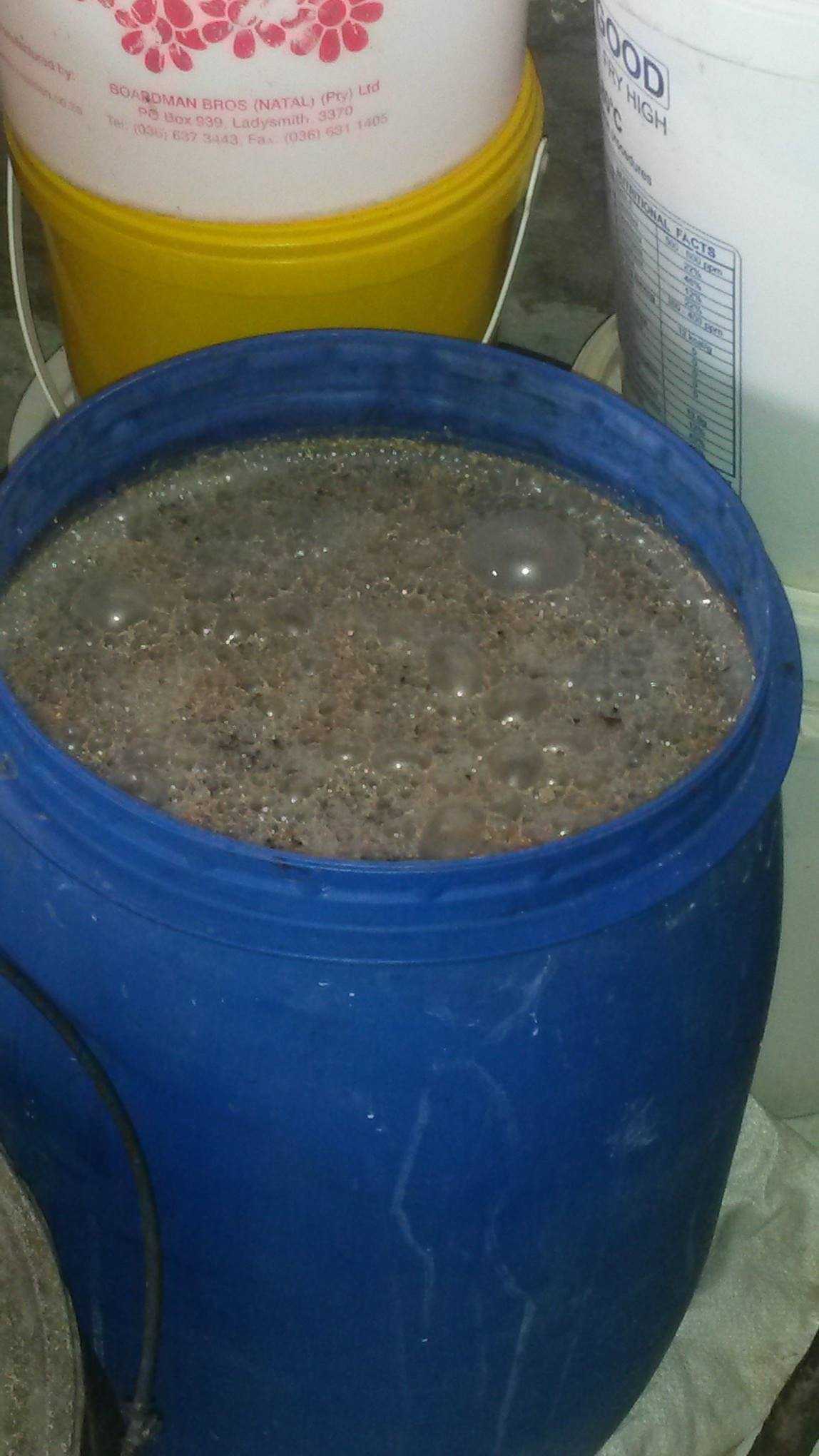
Umqombothi

Umqombothi (Pronunciado em xossa: [um̩k͡ǃomboːtʰi]), também grafada umcomboti e chamada de injemane, é uma cerveja feita de milho, malte de milho, malte de sorgo, levedura e água. É comumente encontrada na África do Sul. Muito rica em vitamina B, possui baixo conteúdo alcoólico e um aroma sour. Aparência opaca e uma consistência cremosa. A bebida é feita seguindo costumes tradicionais que variam conforme a região. A receita geralmente é passada de geração a geração e atualmente o costume está em decadência pois as gerações mais novas veem a cerveja como uma relíquia do passado. A cerveja é, tradicionalmente, levada a uma fogueira do lado de fora da casa e depois resfria a temperatura ambiente.

## Usos tradicionais
A bebida umqombothi é usada para celebrar a chegada de garotos recém nascidos, cerimônia conhecida como abakwetha na cultura xossa. 
Também está relacionada com cerimônias de contato com ancestrais (amadlozi) e frequentemente está presente em casamentos, funerais e imbizos (encontros tradicionais).

## Saúde
Um estudo encontrou fungos Aspergillus spp., Penicillium spp., Rhizopus spp. and Mucor spp. no sorgo e nos milhos usados como ingredientes na cerveja. Tais fungos estariam relacionado com alta incidência de câncer no esôfago na África do Sul.